# Cristianesimo nello Sri Lanka

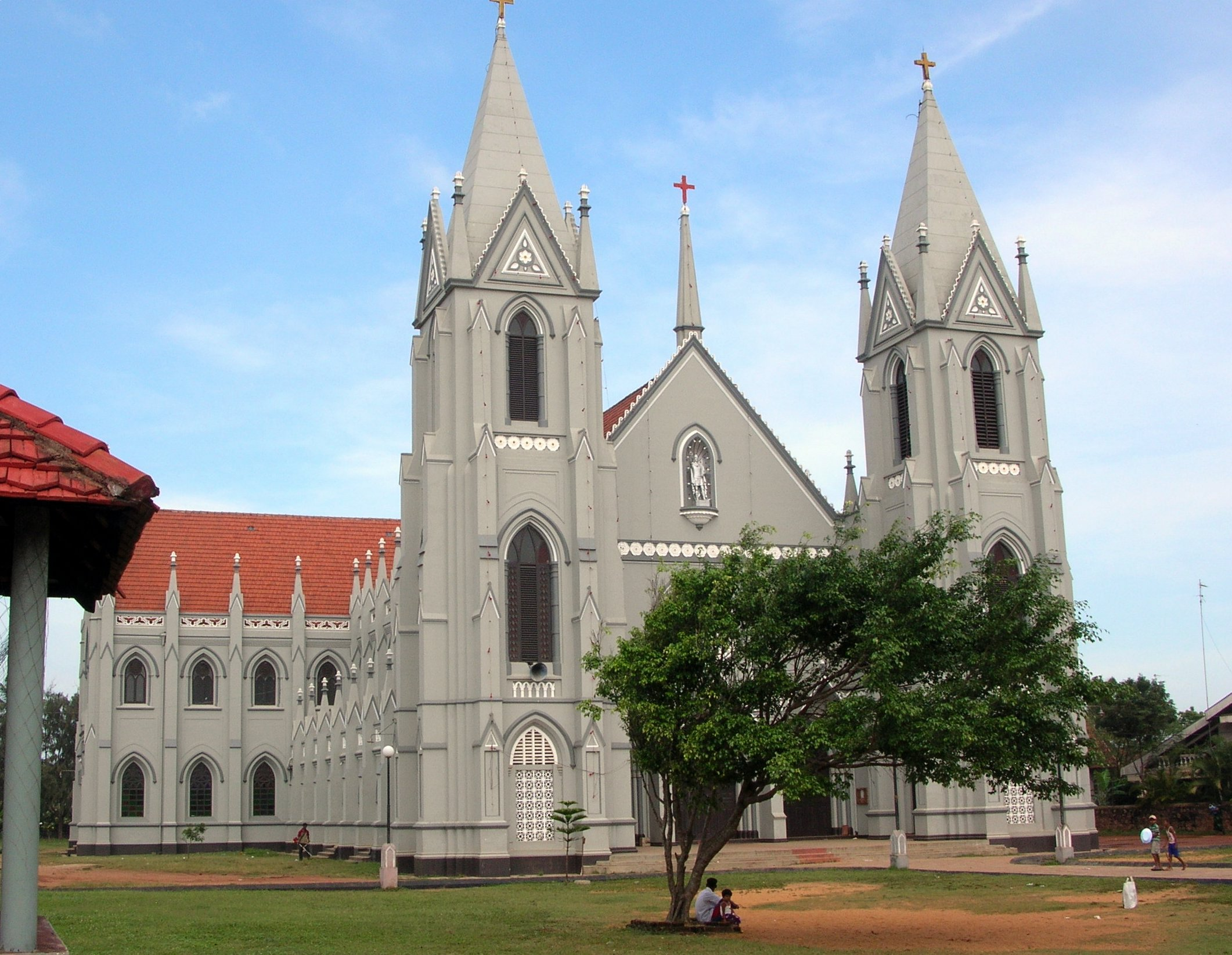
Cattedrale di San Sebastiano a Negombo.

Il cristianesimo è una delle religioni di minoranza presenti nel territorio dello Sri Lanka. Il cristianesimo è stato introdotto nell'isola attraverso l'India nel I secolo, probabilmente nell'anno 72. Secondo la tradizione, l'apostolo Tommaso giunse sull'isola a predicare il Vangelo dopo aver visitato il Kerala, nel 52 d.C.. Vari ritrovamenti indicano che i cristiani di San Tommaso e coloro che professavano il nestorianesimo vivevano stabilmente a Ceylon. La grande "croce di Anuradhapura"  è una delle scoperte archeologiche che suggeriscono per il cristianesimo una sua esistenza nello Sri Lanka ben prima dell'arrivo degli stessi portoghesi.
Il cattolicesimo è stato introdotto dai portoghesi nel 1505. Ci sono state poi conversioni al calvinismo effettuate da parte degli olandesi nel corso del XVII secolo, per cui la percentuale di cristiani delle varie confessioni superò il 10%. 
La popolazione cristiana dello Sri Lanka comprende membri di entrambi i gruppi etnici presenti, sia singalesi sia tamil. 
Nel 2012 la popolazione cristiana ammontava a 1.509.606 persone (pari al 7,4% del totale), di cui 1.237.038 cattolici latini.